# 隈之城村
隈之城村（くまのじょうむら）は、鹿児島県の北西部、薩摩郡に属していた村。
郡制下における薩摩郡役所の所在地であり、現在の薩摩川内市・さつま町における中心地として発展した。1929年（昭和4年）5月20日に平佐村、東水引村と対等合併し川内町（1940年に市制施行し川内市）となり、自治体としては消滅した。

## 地理
川内平野の南東部、川内川の南岸に位置していた。村役場は東手の向田に設置されていた。1881年（明治14年）に村内の大字東手に薩摩郡、高城郡、出水郡、伊佐郡、甑島郡の5郡の郡役所が設置された。

### 大字
隈之城村には西手、東手、宮里の3大字があった。
現在の冷水町、隈之城町、中福良町、青山町、都町、尾白江町、木場茶屋町、宮崎町、矢倉町、勝目町、山之口町、川永野町、向田町、宮里町、向田本町、東向田町、西向田町、神田町、若松町、東開聞町、西開聞町が村域にあたる。

### 河川
- 川内川
- 隈之城川
- 勝目川
- 百次川

### 隣接する自治体
- 薩摩郡：東水引村、平佐村、永利村、高江村
- 日置郡：串木野村

## 沿革
- 1889年（明治22年）4月1日 - 町村制施行により、隈之城郷に属していた向田町、宮里村、西手村、東手村の区域より薩摩郡隈之城村が成立[5]。
- 1920年（大正9年）頃 - 単独での町制施行をしようとする動きがみられるも、鹿児島県が隈之城村に単独町制実施は慎重に考慮すべきと指示したことにより頓挫[6]。
- 1927年（昭和2年） - 第4代村長折田勇吉の任期満了に伴う村長推挙の村会において助役の選任に関する問題が発生し、大字西手の住民が分村を提起する[7]。
- 1929年（昭和4年）
  - 2月28日 - 鹿児島県知事後藤多喜蔵によって「隈之城村、東水引村、平佐村を廃し川内町を置く」旨の諮問案が3村に示される[8]。
  - 3月5日 - 隈之城村会において県知事の諮問案が上程され、賛成10名・反対11名により否決された[9]。
  - 3月22日 - 鹿児島県参事会において三村合併及び町制施行の件が満場一致で可決[10]。
  - 5月6日 - 鹿児島県公報に「 川内町設置」（鹿児島県告示）が掲載される[11]。
  - 5月20日 - 平佐村及び東水引村と対等合併し、薩摩郡川内町（1940年に市制施行し川内市[12]）となる[3][4]。

## 行政
- 村長：江口 助志（1927年 - 1929年5月20日）

### 歴代村長
町村制施行以降の村長を記載する。『川内市史 下』の表記に基づく。但し、旧字体については新字体に置換えるものとする。
| 代 | 氏名      | 就任年             | 退任年             |
| -- | --------- | ------------------ | ------------------ |
| 初 | 木原 義高 | 1889年（明治22年） | 1901年（明治34年） |
| 2  | 浜田 時中 | 1901年（明治34年） | 1913年（大正2年）  |
| 3  | 木原 武秀 | 1913年（大正2年）  | 1919年（大正8年）  |
| 4  | 折田 勇吉 | 1919年（大正8年）  | 1927年（昭和2年）  |
| 5  | 江口 助志 | 1927年（昭和2年）  | 1929年（昭和4年）  |

## 官公庁
- 川内郵便局[14]

## 人口
以下の人口遷移表は『川内市史 下』の別表の記述に基づく。
凡例
|  | 人口（人） |

| 1882年 | 6,449  |  |
| 1902年 | 8,220  |  |
| 1912年 | 10,885 |  |
| 1922年 | 12,993 |  |
| 1926年 | 13,443 |  |

## 交通

### 鉄道
- 鉄道省鹿児島本線
  - 隈之城駅[15] - 木場茶屋駅[15]

## 出身有名人
- 上野十蔵（実業家、中外製薬創業者）
- 堀之内庄右衛門（政治家、貴族院多額納税者議員）[16]
- 岩月直彦（政治家、貴族院多額納税者議員）[17]。
- 藤田実彦（大日本帝国陸軍軍人）[18]
- 今井白楊（詩人）[19]
- 第五代上野喜左衛門（政治家、実業家）[20]
- 武満義雄（政治家）[21]
- 道岡秀彦（内務・警察官僚、官選青森県知事・静岡県知事）[22]